# Lourdoueix-Saint-Pierre
Lourdoueix-Saint-Pierre è un comune francese di 844 abitanti situato nel dipartimento della Creuse nella regione della Nuova Aquitania.

## Società

### Evoluzione demografica
Abitanti censiti